# Iijima Isao
Pour les articles homonymes, voir Iijima (homonymie).
Isao Iijima (飯島魁, Iijima Isao), né le 17 juin 1861 au Japon, à Hamamatsu (préfecture de Shizuoka), et mort le 14 mars 1921 à Tokyo, est un zoologiste japonais.

## Biographie
Isao Iijima naît le 17 juin 1861 dans une famille de samouraïs, habitant un village de la province de Tōtōmi, intégré à la ville de Hamamatsu (préfecture de Shizuoka) depuis le début de l'ère Meiji (1868 - 1912),. En 1876, suivant une volonté de son père, il intègre, à Tokyo, l'école Kaisei, un établissement d'enseignement et de recherche diffusant, sous la direction du ministère de l'éducation, les savoirs importés d'Occident,. Deux ans plus tard, il entre au collège des sciences de l'université impériale de Tokyo. En 1881, diplômé en biologie, il est recruté comme assistant de laboratoire, au sein du collège,. De 1882 à 1884, il passe trois années de formation à l'université de Leipzig, en Allemagne. Auprès du zoologiste allemand Rudolf Leuckart, il apprend la parasitologie,. Après avoir acquis le titre de docteur, il rentre au Japon, où, en 1885, il est promu professeur de zoologie, à l'université impériale de Tokyo,. L'année 1906, il devient membre de l'Académie impériale, transformée, après la Seconde Guerre mondiale, en l'Académie des sciences du Japon.
Jusqu'à sa mort, survenue le 14 mars 1921, Isao Iijima a consacré ses recherches à l'étude des sangsues — encouragé par Charles Otis Whitman, son professeur de zoologie à l'université —, des turbellariés, vers plats aquatiques tels que les planaires, des éponges, des oiseaux et de divers parasites du corps humain. Considéré comme l'un des pionniers des études zoologiques japonaises, il a participé à la diffusion de la zoologie dans tout le pays, notamment en apportant sa contribution à la rédaction de manuels scolaires,.